# Direct costing
Le direct costing, en introduisant la notion et la distinction entre coût direct/coût indirect, et en la combinant avec la distinction entre coût variable/ cout fixe, apporte un nouveau regard sur la manière de présenter le processus de fabrication de la rentabilité. Des outils d'analyse (précis, rapides et relativement simples) et de présentation qui en découlent fournissent une aide appréciable dans des domaines très utiles comme :
- la détermination du seuil de rentabilité : Au total, l'entreprise est-elle rentable ou non ?
- la tarification (politiques de prix) : Quels sont les produits rentables et non rentables ?
- la mesure du risque : Comment cette rentabilité peut-elle être affectée par une variation des volumes ? (à la hausse comme à la baisse)
- la construction des budgets : Comment présenter le tableau de la rentabilité générale ? les tableaux de rentabilité par produits ?

( possibilité de motivation de chacune des équipes produits en individualisant la présentation des performances spécifiques ).

## Enjeux du direct costing
Dans toute méthode d'évaluation des coûts, la difficulté consiste à les prendre en charge de façon pertinente.
La méthode traditionnelle (dite de calcul du coût complet) repose sur l'idée qu'il faut prendre en compte tous les couts (variables et fixes) et les intégrer via des mécanismes complexes de répartition. Avec une double conséquence :
- la mise en œuvre de procédures lourdes et compliquées de traitement et de reclassement des couts (calculs de clés ou de sections de répartition)
- l'obtention d'indicateurs de couts qui ne sont valides qu'au cas - très improbable en pratique - où les hypothèses prises pour l'estimation initiale des couts se révèlent correspondre aux réalisations ultérieures.

Le Direct Costing - en introduisant la distinction coût direct/coût indirect va résoudre cette double imperfection :
- simplification dans la prise en compte et le traitement des couts
- affranchissement de l'hypothèse du niveau prévisible d'activité.

Mais surtout le Direct Costing apporte un outil très puissant (aux Entreprises multi-produits) 
- pour le pilotage fin et argumenté de leur éventail de produits, voire de gammes de produits.
- pour la motivation des équipes opérationnelles en leur fournissant une présentation simple et individualisée de leurs performances.

## Démarche du direct costing
On sépare dans le calcul de prix de revient des produits :
- les éléments de coûts variables propres au produit (dont la somme est appelée coût direct du produit)
- des coûts fixes (de production, d'administration et de vente) qui sont rattachés dans une même masse pour une période de temps donnée (généralement l'année)

On considère que les couts fixes du produit ne font pas partie du prix de revient, mais doivent être au moins couverts par les "contributions" du produit pour la période considérée.
- La contribution unitaire étant définie par la différence entre le prix de vente d'une unité de produit et le coût direct d'une unité de ce produit.
- La contribution totale étant définie pour une période donnée (généralement l'année) par : Contribution unitaire X nombre de produits vendus.

Dans les variantes les plus perfectionnées du direct costing, on fait une distinction parmi les charges fixes : les charges fixes directes peuvent être imputées au coût des produits ; seules les charges fixes indirectes sont considérées globalement. On perd en simplicité ce que l'on gagne en précision.